# Талдикудук (Казталовський район)
Талдикуду́к (каз. Талдықұдық) — село у складі Казталовського району Західноказахстанської області Казахстану. Адміністративний центр Талдикудуцького сільського округу.
Населення — 556 осіб (2021; 633 у 2009, 715 у 1999, 1516 у 1989).